# Ludger Tom Ring den yngre
Ludger Tom Ring den yngre (1522–1584) var en tysk maler og tegner. Han var ud af en familie af kunstnere fra Münster, nuværende vestlige Tyskland, der delte familienavnet Tom Ring, og som foruden hans far Ludger Tom Ring den ældre også talte to brødre og tre nevøer der alle var kunstnere. 
Med sin far foretog Ludger Tom Ring rejser til både Holland og England. Efter farens død i 1547, arbejdede han sandsynligvis i sit brors værksted til 1555. Senere slog han sig ned i Braunschweig, hvor optegnelser viser han blev tildelt borgerrettigheder den 27. januar 1569, og forblev her til sin død 15 år senere. Han giftede sig med en enke ved navn Ilse Bardenwerper og sammen boede de i bydelen Altewiek. Han malede her utallige portrætter af byens borgerskab, præster, borgmestre, mm., heriblandt et portrætmaleri af Martin Chemnitz, en berømt lokale protestantiske reformator og superintendent.
Igennem sine arbejdsår malede Ludger Tom Ring hovedsageligt portrætter og stilleben (især af blomster). Han blev født den 19. juli eller 19. november 1522 i Münster og døde i maj (før 22.) 1584 i Braunschweig.

## Værker
- Selvportræt (1547) Herzog Anton Ulrich-Museum, Brunswick
- Dyr (1560), Westfälische Landesmuseum, Münster
- Tre påfugle (1566), Westfälische Landesmuseum, Münster
- Blomster i vaser (1566) Westfalischer Kunstverein, Münster
- Portræt af en mand (1566), Niedersachsen Landesmuseum, Hannover
- Pastor Hermann Huddaeus (1568), Gemäldegalerie, Berlin
- Portræt af Reinhard Reiners (1569), Herzog Anton Ulrich-Museum, Brunswick
- Portræt Gese gift med Reinhard Reiners (1569), Herzog Anton Ulrich-Museum, Brunswick
- Åben messebog (1570), Frances Lehman Loeb Art Center, Vassar College, New York
- Portræt af komtesse Margarita af Münchhausen (c.1570), Museo Nacional de Bellas Artes, Havana
- Portræt af von Vechelde Tille (1571) Wawel Royal Castle, Krakow
- Portræt af Dorothea (1571) (Dorothea von Vechelde), Wawel Royal Castle, Krakow
- Portræt af doktor (c. 1572), Indianapolis Museum of Art, Indianapolis
- Portræt af Ernst von Reden (1579) Private samling, Tyskland
- Kristus velsignelse (c. 1575-1580) Metropolitan Museum of Art, New York, maleri tilskrevet
- Bellis, kornblomster, tidsler og andre vilde blomster, privat samling (tilskrevet)
- Portræt af Hesseta Joest, Gemäldegalerie, Berlin

- Portræt af Hermanna Huddaeusa (c.1568)
- Portræt af Erst von Redena (c.1579)
- Blomster i vase (c.1562)
- Portræt af en mand (c.1566)
- Portræt af Joesta Hesseta
- Portræt af komtese Margarita af Münchhausen (c.1570)
- Altertavle med en protestantisk familie (udsnit) (c.1575-80)
- Åben messebog (c.1570)